# Atentat na nadvojvodo Franca Ferdinanda
Atentat na avstro-ogrskega prestolonaslednika Franca Ferdinanda in njegovo ženo Sofijo Hohnberško se je zgodil 28. junija 1914 v Sarajevu potem, ko ju je srbski študent Gavrilo Princip pri streljanju smrtno ranil. Princip je bil eden od skupine šestih atentatorjev, v kateri so bili še Muhamed Mehmedbašić, Vaso Čubrilović, Nedeljko Čabrinović, Cvjetko Popović in Trifko Grabež (eden Bošnjak in pet Srbov zapored), ki jo je vodil Danilo Ilić, bosanski Srb in član tajne družbe Črna roka. Politični cilj atentata je bil odcepitev južnoslovanskih pokrajin od Avstro-Ogrske, da bi jih lahko združili v Jugoslavijo. Motivi zarotnikov so bili skladni z gibanjem, ki je kasneje postalo znano kot Mlada Bosna. Atentat je neposredno pripeljal do začetka prve svetovne vojne, ko je Avstro-Ogrska nato Kraljevini Srbiji izdala ultimat, ki pa je bil delno zavrnjen. Avstro-Ogrska je nato Srbiji napovedala vojno, ki je sprožila ukrepe, ti pa so privedli do vojne med večino evropskih držav.
Srbsko vojaško zaroto je organiziral načelnik srbske vojaške obveščevalne službe Dragutin Dimitrijević ob pomoči majorja Vojislava Tankosića in Radeta Malobabića, srbskega obveščevalnega agenta. Tankosić je atentatorje oborožil z bombami in pištolami ter jih izuril. Atentatorji so dobili dostop do iste tajne mreže varnostnih hiš in agentov, ki jo je Malobabić uporabljal za infiltracijo orožja in operativcev v Avstro-Ogrski.
Atentatorji, ključni člani tajne mreže in ključni srbski vojaški zarotniki, ki so bili še živi, so bili aretirani, sojeni, obsojeni in kaznovani. Tistim, ki so bili aretirani v Bosni, so sodili v Sarajevu oktobra 1914. Ostalim zarotnikom so aretirali in sodili pred srbskim sodiščem na francosko nadzorovani Salonski fronti v letih 1916–1917 zaradi nepovezanih lažnih obtožb; Srbija je usmrtila tri največje vojaške zarotnike. Veliko tega, kar je znano o atentatih, izhaja iz teh dveh sojenj in s tem povezanih zapisov. Principova zapuščina je bila po razpadu Jugoslavije podvržena ponovni oceni in javno mnenje o njem v državah naslednicah je večinoma razdeljeno po etnični pripadnosti.

## Ozadje
Prvotni razlogi za načrtovanje in izvedbo sarajevskega atentata segajo v leto 1878, natančneje v odločitve na berlinskem kongresu, ko je Avstro-Ogrska dobila pravico trideset let zasedati Bosno in Hercegovino, v nasprotju z zunanjepolitičnimi interesi Srbije in Črne gore. Formalno je Bosna in Hercegovina ostala turška provinca, zdaj pa pod vojaškim nadzorom Avstro-Ogrske. Edino morebitno nadomestilo za pričakovano teritorialno širitev Srbije postane mednarodno priznanje neodvisnosti in priključenega območja mesta Niš in njegove pokrajine.
Ne glede na razmere v Bosni se je uradno neodvisna Srbija v svoji zunanji politiki začela zanašati na Dunaj in poskuse teritorialne širitve na vzhodnem Balkanu. Srbska katastrofa v agresivni vojni proti Bolgariji leta 1885 se ni končala z okupacijo in priključitvijo Srbije le zaradi posredovanja Avstro-Ogrske, ki je nato rešila srbsko neodvisnost. Prijateljski odnosi med Beogradom in Dunajem bodo trajali do konca Obrenovičeve vladavine.
Z državnim udarom v Srbiji in prihodom na oblast nekdanjega francoskega častnika Petra I. Karađorđevića leta 1903 so se začeli spreminjati politični cilji in eden najpomembnejših ciljev je postala "osvoboditev zasužnjenih srbskih bratov" v Avstro- Madžarski. Zunanjopolitično podporo tej politiki so našli v novih prijateljskih, zavezniških odnosih z Rusijo in Francijo, medtem ko je ohlajanje z Avstro-Ogrsko privedlo do carinske vojne (1906-1911), aneksija Bosne in Hercegovine leta 1908 pa skoraj do prava vojna. Zmaga Srbije v balkanskih vojnah (1912 in 1913) ter priključitev Kosova in Makedonije nista ovirali ambicij po osvoboditvi zasužnjenih bratov v zahodnih državah, ki so se nenehno krepil.
Po drugi strani pa se je na balkanskih območjih Avstro-Ogrske krepila ideja o oblikovanju južnoslovanske državne skupnosti, v kateri pravice Srbov, Hrvatov in Slovencev ne bi zatirali Nemci in Madžari. To nezadovoljstvo Slovanov je postalo očitno v začetku dvajsetega stoletja mlajši generaciji javnih uslužbencev na Dunaju, katere glavni predstavnik je bil prestolonaslednik Franc Ferdinand, ki se je zavzemal za reformo dvojne avstro-ogrske zveze v trojno avstrijsko -Magarsko-slovanska zveza. Ideja je bila odbojna za madžarske politike, ki bi z reformo izgubili dostop do morja, vendar je bila več kot odbojna za Kraljevino Srbijo, katere premier Nikola Pašič je kasneje rekel, da ga je bilo edino v življenju strah, ko je slišal za Ferdinandovo idejo.

## Priprave na atentat
Načrti za atentat na Franca Ferdinanda so se začeli pojavljati šele po skrivnih kanalih v srbski obveščevalni službi, ki jo je vodil D.D. Apis je izvedel, da avstro-ogrski prestolonaslednik prihaja v Sarajevo, da bi nadzoroval vojaške vaje. Srbski premier Nikola Pašič je bil obveščen o aktivnostih na meji, premestitvi treh mladeničev z orožjem v Bosno, ki naj bi srbskemu veleposlaniku v monarhiji naročil, naj novico sporoči državnemu vodstvu, vendar jo je prenesel preveč diskretno, rekoč, da so bile vaje in demonstracije v srbskem jeziku, verski praznik morda preveč provokativen.
Ilić je začel razdeljevati orožje 27. junija, en dan pred atentaom. Do tega dne je Ilić varoval identiteto atentatorjev iz Beograda pred tistimi, ki jih je rekrutiral lokalno in obratno. Nato pa tisto noč, kot je Mehmedbašić povedal Albertiniju: "Na predvečer ogorčenja me je Ilić v sarajevski kavarni predstavil Principu z besedami" Mehmedbašić, ki bo jutri z nami. " Trije so poslali razglednice provincialnega direktorja Black Hand za Bosno in Hercegovino Vladimirja Gaćinovića v Franciji. 

## Atentat

### Vožnja avtomobilov
28. junija 1914 zjutraj je Ilić postavil šest atentatorjev vzdolž poti avtoceste. Ilić je hodil po ulici in spodbujal morilce k pogumnosti. Franc Ferdinand in njegova žena Sofija sta s svojo skupino nadaljevala pot z vlakom od term Ilidža do Sarajeva. V Sarajevo sta prispela ob 9:50. Guverner Oskar Potiorek se je medtem zabaval na sarajevski postaji. Čakal je šest avtomobilov. Po pomoti so trije lokalni policisti z glavnim častnikom posebnega varovanja vstopili v prvi avtomobil; posebni varnostniki, ki naj bi spremljali svojega šefa, so ostali za seboj. V drugem avtomobilu sta bila župan in šef policijske službe Sarajeva. Tretji avtomobil v povorki je bil odprti športni avtomobil Gräf & Stift 28/32 PS s spuščenim zgornjim delom. V tem tretjem avtomobilu so se vozili Franz Ferdinand, Sophie, guverner Potiorek in podpolkovnik grof Franz von Harrach. Prva postaja avtomobilov v predhodno najavljenem programu je bila za kratek pregled vojaške vojašnice. V skladu s programom naj bi se ob 10. uri vožnja z avtomobilom spuščala iz vojašnice proti mestni hiši prek Appel Quay. 
Varnostni dogovori v Sarajevu so bili omejeni. Lokalni vojaški poveljnik, general Michael von Appel, je predlagal, naj se vojaki uvrstijo po predvideni poti, vendar so mu rekli, da bo to žalilo zveste državljane. Zaščita gostujoče stranke je bila zato prepuščena sarajevski policiji, od katere jih je bilo v nedeljo obiska le približno 60.

### Bombardiranje
Skupina avtomobilov je šla mimo prvega atentatorja Mehmedbašića. Danilo Ilić ga je postavil pred vrt mostarske kavarne in ga oborožil z bombo. Mehmedbašić ni uspel ukrepati.  Ilić je Vaso Čubrilovića postavil poleg Mehmedbašića in ga oborožil s pištolo in bombo. Tudi on ni uspel ukrepati. Nadalje je Ilić Nedeljka Čabrinovića postavil na nasprotno stran ulice blizu reke Miljacke in ga oborožil z bombo.
Ob 10:10 se je približal avtomobil Franca Ferdinanda in Čabrinović je aktiviral svojo bombo ter jo vrgel pred njegov avto. Bomba se je od zloženega hrbtnega kabrioleta odbila na ulico. Vzročni detonator bombe je povzročil, da je eksplodiral pod naslednjim avtomobilom, kar je vozilo izključilo iz obratovanja, pv cesti pa pustil krater s premerom 1 čevelj in globino 6,5 palca (170 mm) in ranil 16–  20 ljudi. 
Čabrinović je pogoltnil tableto s cianidom in skočil v reko Miljacko. Poskus samomora Čabrinovića ni uspel, saj je stari cianid povzročil le bruhanje, Miljacka pa je bila zaradi vročega in suhega poletja globoka le 13 cm. Bela Policija je Čabrinovića izvlekla iz reke, množica pa ga je pred odvzemom prosto pretepla. 
Procesija se je odpravila proti mestni hiši in pustila invalidski avto. Cvjetko Popović, Gavrilo Princip in Trifun Grabež niso uspeli  ukrepati, ko jih je vožnja vodila z veliko hitrostjo.

### Sprejem v mestni hiši
Ko je prišel v Mestno hišo na predvideni sprejem, je Franc Ferdinand pokazal razumljive znake stresa in prekinil pripravljeni pozdravni govor župana Fehima Curčića v znak protesta: "Gospod župan, sem prišel sem na obisk in me pozdravijo z bombami, je nezaslišano. "Vojvotkinja Sophie je nato zašepetala Francu Ferdinandu na uho in po premoru je Franz Ferdinand županu rekel:" Zdaj lahko govoriš. " Nato je postal miren in župan je imel svoj govor. Franz Ferdinand je moral počakati, ko so mu prinesli njegov brisačo, še vedno moker od krvi, ker je bil v poškodovanem avtomobilu. Pripravljenemu besedilu je dodal nekaj pripomb o dnevnih dogodkih, v katerih se je prebivalcem Sarajeva zahvalil za njihove ovacije, "saj v njih vidim izraz veselja zaradi neuspeha poskusa atentata." 
Uradniki in člani nadvojvodine stranke so razpravljali o tem, kaj storiti naprej.  Nadvojvodov komornik baron Rumerskirch je predlagal, naj zakonca ostaneta v mestni hiši, dokler v mesto ne bodo pripeljali vojakov, da bi postavili ulice.  Generalni guverner Oskar Potiorek je na predlog naslovil veto [80] z obrazložitvijo, da vojaki, ki prihajajo naravnost z manevrov, ne bodo imeli obleke, primerne za takšne dolžnosti.  "Mislite, da je Sarajevo polno atentatorjev?"  je zaključil{sfn|Dedijer|1966|loc= Chapter XIV, fn. 21}}. 
Franz Ferdinand in Sofija sta se odpovedala načrtovanemu programu, da bi obiskala ranjence iz bombardiranja v bolnišnici. Grof Harrach je zasedel položaj na levi deski avtomobila Franza Ferdinanda, da je nadvojvodo zaščitil pred napadi z rečne strani ulice. To potrjujejo fotografije prizorišča pred Mestno hišo. Ob 10:45 sta se Fracz Ferdinand in Sofija spet vkrcala v avto, spet v tretjem avtomobilu. Da bi zagotovil varnost para, se je general Oskar Potiorek odločil, da mora cesarska vožnja po cesti Appel pristati do sarajevske bolnišnice, da se lahko izogneta gneči v središču mesta. Potiorek pa svoje odločitve ni sporočil voznikom. Posledično je nadvojvodov voznik Leopold Lojka pri Latinskem mostu zavil desno, ravno tako kot pred njim dva voznika. Po mnenju zgodovinarja Joachima Remaka je razlog za to ta, da je bil Potiorekov pomočnik Eric (h) von Merrizzi v bolnišnici in zato Lojki ni mogel posredovati informacij o spremembi načrtov in poti vožnje. Sarajevskega šefa policije Edmunda Gerdeja, ki je Potioreka že večkrat opozoril na nezadostne varnostne ukrepe za cesarski obisk, je eden od nadvojvodovih pomočnikov prosil, naj voznike obvesti o novi poti, vendar v trenutni zmedi in napetosti,  tega je zanemaril.

### Usodno streljanje
Potem ko je izvedel, da je bil prvi poskus atentata neuspešen, je Princip razmišljal o položaju atentata na nadvojvodo na povratni poti in se odločil, da se premakne na položaj pred bližnjo trgovino z živili (Schillerjeva delikatesa), blizu Latinskega mostu. Na tej točki sta prvi in drugi avtomobil nadvojvodine avtoceste nenadoma zavila desno v stransko ulico in zapustila Appel Quay. Ko je nadvojvodov voznik sledil njihovi poti, je guverner Potiorek, ki je tretje vozilo delil s parom, poklical voznika, naj ustavi, ker je šel v napačno smer. Voznik je zaviral in vzvratno zaustavljal motor blizu mesta, kjer je stal Princip. Atentator Princip je nato iz žepa izvlekel svojo pištolo, nameril v avto in nekajkrat ustrelil. Franca Ferdinanda je zadel v vrat, Sofijo pa v zgornji del trebuha. Po navedbah Albertinija je "prvi metek ranil nadvojvodo v vratno veno, druga pa vojvodinji trebušno rano." Princip se je nato poskušal ubiti tako, da je vzel tableto cianida in se poskušal ustreliti s pištolo s katero je ubil Ferndinanda. Strup je izbruhal potem, ko mu je policija zbila pištolo z rok in ga nemudoma aretirala.
Po ustrelitvi je Sopfija takoj padla v nezavest in se zgrudila na noge Franza Ferdinanda. Tudi nadvojvoda je izgubil zavest, ko so ga odpeljali v guvernerjevo rezidenco na zdravljenje. Kot je poročal grof Harrach, so bile zadnje besede Franza Ferdinanda: "Sofija, Sofija! Ne umri! Živi za naše otroke!" čemur je sledilo šest ali sedem izgovorov "Nič ni", kot odgovor na Harrachovo poizvedbo glede poškodbe Franza Ferdinanda. Tem besedam je sledil silovit dušilni zvok, ki ga je povzročila krvavitev. Cesarski par je 28. junija 1914 ob 11.30 umrl. Sopfija je bila mrtva ob prihodu v guvernerjevo rezidenco, Franz Ferdinand pa je umrl deset minut kasneje.

### Pogreb
Trupla Franca in Sofije so z vojaško ladjo SMS Viribus Unitis prepeljali v Trst, s posebnim vlakom pa na Dunaj. Čeprav se jih je večina tujih kraljevskih družin nameravala udeležiti, so bili izredno nepovabljeni in pogreb je bila le neposredna cesarska družina, trije otroci mrtvega para pa so bili izključeni iz redkih javnih slovesnosti. Oficirskemu zboru je bilo prepovedano pozdravljati pogrebni vlak, kar je privedlo do manjšega upora, ki ga je vodil nadvojvoda Karl, novi domnevni naslednik. Javno gledanje krste je bilo močno in še bolj škandalozno okrnjeno, Montenuovo je neuspešno poskušal prisiliti otroke na račun. Nadvojvoda in vojvodinja sta bila pokopana na gradu Artstetten, ker vojvodinje ni bilo mogoče pokopati v cesarski kripti.

## Dogodki po atentatu

### Posledice in vplivi
Vsi morilci so bili na koncu ujeti in aretirani. Avstro-ogrskemu priporu so sodili skupaj s pripadniki infiltracijske poti, ki so jim pomagali dostaviti orožje v Sarajevo. Mehmedbašića so aretirali v Črni gori, vendar mu je bilo dovoljeno, da je "pobegnil" v Srbijo, kjer se je pridružil pomožnim uslužbencem majorja Tankosića, vendar ga je Srbija leta 1916 zaprla zaradi drugih lažnih obtožb.
Protisrbski nemiri so izbruhnili v Sarajevu in na drugih krajih Avstro-Ogrske v urah po atentatu, dokler vojska ni vzpostavila red. V noči atentata so bili po vsej državi protisrbski pogromi in demonstracije organizirani tudi v drugih delih Avstro-Ogrske, zlasti na ozemlju današnje Bosne in Hercegovine ter na Hrvaškem. Organiziral in spodbudil jih je Oskar Potiorek, avstro-ogrski guverner Bosne in Hercegovine. Prve protisrbske demonstracije, ki so jih vodili privrženci Josipa Franka, so bile organizirane v zgodnjih večernih urah 28. junija v Zagrebu. Naslednji dan so protisrbske demonstracije v Sarajevu postale bolj nasilne in bi jih lahko označili za pogrom. Policija in lokalne oblasti v mestu niso storile ničesar, da bi preprečile protisrbsko nasilje. Pisatelj Ivo Andrić je nasilje v Sarajevu označil za "sarajevsko blaznost sovraštva." Na prvi dan pogroma v Sarajevu sta bila ubita dva Srba, mnogi so bili napadljeni, medtem ko je bilo okoli 1000 hiš, trgovin, šol in ustanov  kot banke, hoteli, tiskarne), ki so bili v lasti Srbov, so bili uničeni ali oropani. 
Po atentatu je hči Franza Jožefa, Marie Valerie, ugotovila, da je njen oče izrazil večje zaupanje novemu dediču, njegovemu vnuku nadvojvodi Charlesu. Cesar je hčerki glede atentata priznal: "Zame je olajšanje velike skrbi."
Atentat je povzročil veliko ogorčenje ne samo v Avstro-Ogrski, temveč tudi v drugih evropskih državah. 30. junija, dva dni po atentatu, sta Avstro-Ogrska in Nemčija Srbiji objavili poročilo, da naj začne s preiskavo dogodka, vendar je generalni sekretar srbskega ministrstva za zunanje zadeve Slavko Gruic odgovoril: "Do zdaj še ni bilo storjeno nič in zadeva se ni nanašala na srbsko vlado. " Sledila je jezna izmenjava med avstrijskim odpravnikom poslov v Beogradu in Gruičem. 23. julija 1914 je Avstro-Ogrska Srbiji poslala pismo, ki je vsebovalo posebne zahteve, ki bi jih morala sprejeti Srbija, vključno z zatiranjem objave propagande, ki zagovarja nasilno uničenje Avstro-Ogrske, odstranitvijo ljudi, ki stojijo za to propagando iz srbske vojske, razpustitvijo srbske nacionalistične organizacije Narodna Odbrana, aretacija ljudi na srbskih tleh, ki so bili vpleteni v atentat in preprečevanje tajne pošiljke orožja in eksploziva iz Srbije v Avstro-Ogrsko. Zahtevalo je tudi, naj avstro-ogrski uradniki sodelujejo v srbski preiskavi zapleta o atentatu.
Naslednji dan so srbski rezervisti, ki so jih prevažali s tramvajskimi parniki po Donavi, prestopili na avstro-ogrsko stran reke pri Temes-Kubinu, avstro-ogrski vojaki pa so jih sprožili v zrak, da bi jih opozorili. Poročilo o tem incidentu je bilo sprva skicirano in je bilo cesarju Francu Jožefu pomotoma sporočeno kot "precejšen spopad". Avstro-Ogrska je nato 28. julija 1914 napovedala vojno Srbiji. Rusija, ki je bila zaveznica Srbije, se je dan pozneje pridružila Srbiji in napovedala vojno Avstro-Ogrski, Nemčija pa se je nato pridružila Avstro-Ogrski in napovedala vojno Rusiji in Srbiji. Francija in Velika Britanija sta se kot glavna zaveznika 4. avgusta 1914 pridružili Srbiji in Rusiji ter napovedali vojno Nemčiji in Avstro-Ogrski. Nemčija in Avstro-Ogrska sta na tej točki napovedali vojno še Belgiji, Franciji in Veliki Britaniji, s časoma pa se je več zaveznikov drug drugemu dodatno napovedalo vojno. Izbruhnila je prva svetovna vojna.

## Sojenje in zapor
Sojenje sarajevskim atentaom, ki jih je policija aretirala, je potekalo od 12. do 23. oktobra s sodbo in obsodbami, objavljenimi 28. oktobra 1914. Odrasli polnoletni so se po izreku obsodbe soočili s smrtno kaznijo, medtem, ko so Princip, Čabrinović, Grabež, Čubrilović, Popović in Đuković, ki so bili premladi za smrtno kazen, obsojeni na 16 do 20 let težke ječe. Vsi so v ječi zboleli za tuberkulozo in drugimi boleznimi zaradi česar so v 3 do 4 letih po obsodbi umrli.
Drugi obtoženi, Apis, Vulović, Malobabić in Mehmebašić so bili obsojeni na smrtno kazen. Mehmebašić, ki je bil premlad za smrtno kazen, je bil obsojen na 15 let težkega zapora. Izpuščen je bil konec leta 1919.